# Platja den Repic
Platja den Repic ist ein Strand an der Nordwestküste der spanischen Baleareninsel Mallorca. Er befindet sich im Nordwesten der Gemeinde Sóller innerhalb der Ortschaft Port de Sóller. Der 350 Meter lange und 30 Meter breite Strand aus Kies und Sand liegt an der Uferstraße Passeig de sa Platja, hinter der die Bebauung des Ortes beginnt.

## Lage und Beschreibung
Die Platja den Repic befindet sich an der Südseite der Badia de Sóller („Bucht von Sóller“), einer natürlichen Hafenbucht an der Nordwestküste Mallorcas zwischen dem Cap Gros und der kleinen Halbinsel Racó de Santa Caterina mit den Landspitzen Punta de sa Creu und es Bufador. Die östliche Begrenzung des Strandes bildet dabei die Mündung des Torrent Major, eines Sturzbaches (katalanisch Torrent), der aus Sóller kommend dort durch den Zusammenfluss mehrerer kleinerer Bäche gespeist wird. Der Strand zieht sich vom Torrent Major zunächst etwa 250 Meter nach Westen um dann der Uferlinie der Bucht folgend ungefähr 100 Meter in Richtung Norden zu schwenken.

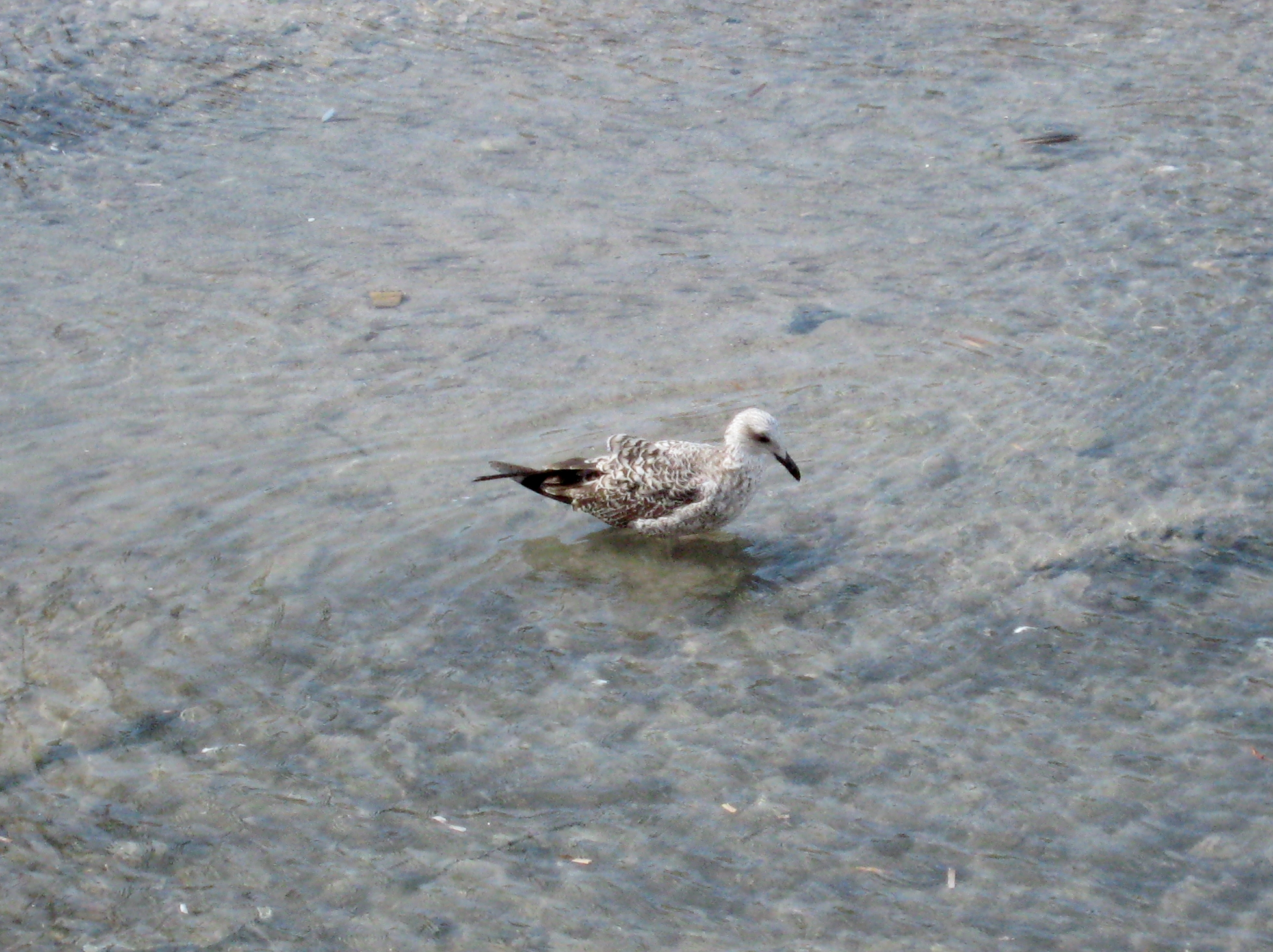
Junge Möwe am Torrent Major

Unmittelbar westlich der Mündung des Torrent Major ragt die kleine Hafenmole von en Repic in die Bucht hinaus. Auf der östlichen Seite des Mündungsbereichs des Sturzbaches beginnt die Platja des Través, der zweite Strandbereich von Port de Sóller, hinter dem die Trasse der Tramvia de Sóller, der Straßenbahn nach Sóller, am Ufer entlangführt. Die Haltestelle der Bahn an der Plaça de sa Torre neben dem Torrent Major liegt dabei nur hundert Meter von der Ostseite des Strandes Platja den Repic entfernt.
Durch die Ortslage wird die Platja den Repic stark besucht. Am Strand gibt es Duschen sowie einen Sonnenschirm- und Liegenverleih. Der etwas grobe Sand des Strandes, an der nordwestlichen Seite steiniger, wird in der Saison täglich gereinigt. Die von 10 Uhr bis 18 Uhr durch Rettungsschwimmer überwachte Platja den Repic fällt flach ins Meer ab. Man kann Tretboote ausleihen, um auf die Bucht hinauszufahren. Dabei ist der Schiffsverkehr zu beachten, da der Hafen von Port de Sóller nur 550 Meter entfernt ist. Die Fahrrinnen sind durch Bojen gekennzeichnet. Die Hafenanlagen von Port de Sóller sind von der Platja den Repic gut zu einsehbar. In den Untergeschossen der Bebauung am Passeig de sa Platja hinter dem Strand befinden sich Restaurants, Bars, Cafés und Geschäfte. Der Uferbebauung schließen sich südwestlich und westlich zwei Siedlungen an, Can Joi und sa Muleta.

## Zugang

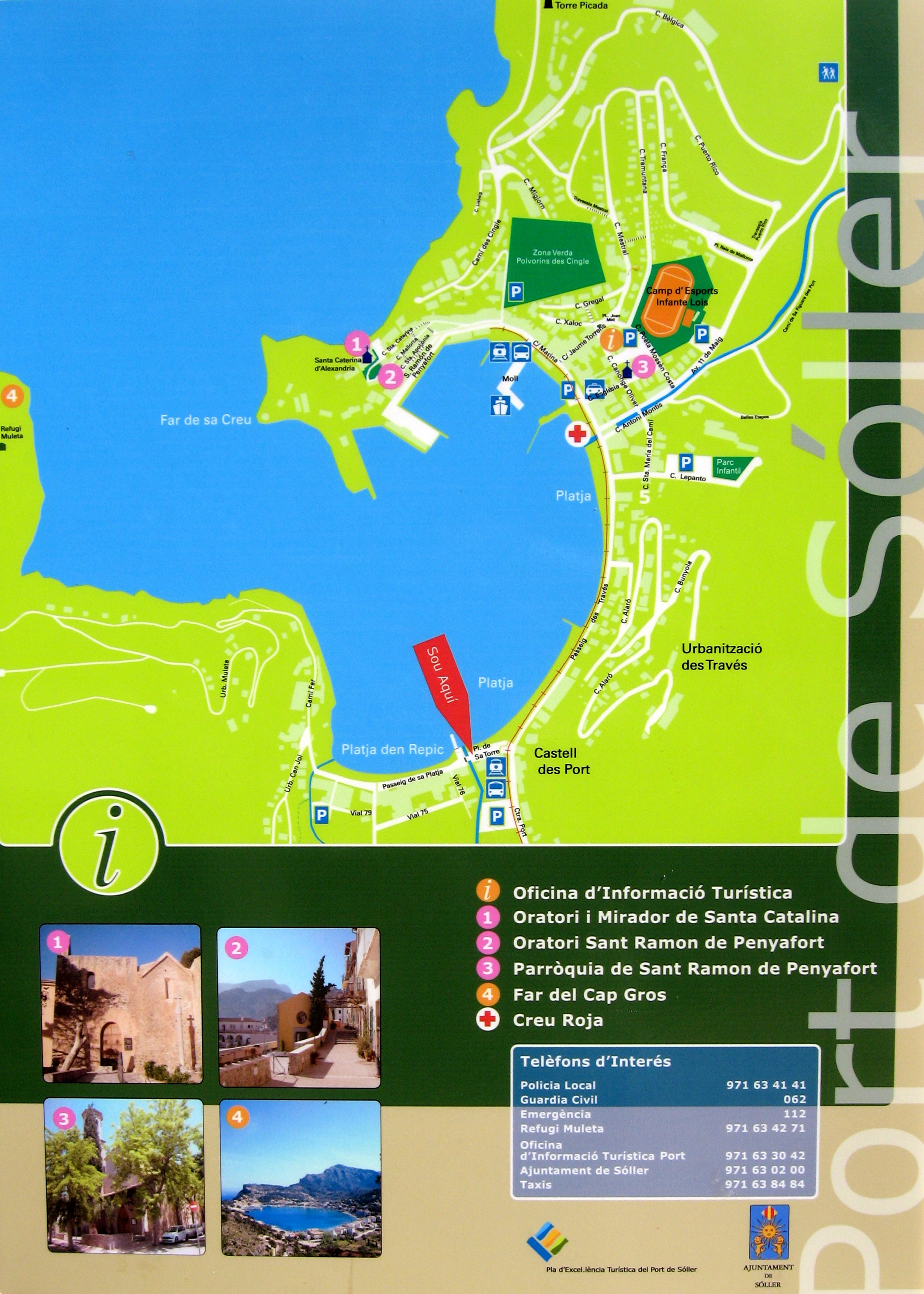
Informationstafel am Strand

Die Platja den Repic besitzt mehrere Strandzugänge aus dem Ort Port de Sóller. Östlich des Strandes fährt die Straßenbahn von Sóller über s’Horta nach Port de Sóller, die an der Plaça de sa Torre nahe dem Strand hält. Von Sóller nach Port de Sóller führt die Landstraße MA-11, von der vor Einfahrt in den 2007 eröffneten Túnel de sa Mola Richtung Port de Sóller die Landstraße MA-1134 nach Nordwesten abzweigt. Diese verläuft westlich des Strandes an der Badia de Sóller entlang durch sa Muleta und endet am Cap Gros. Vom Fernwanderweg GR 221, der Ruta de Pedra en Sec, gibt es einen Abzweig der zum Platja den Repic an der Badia de Sóller führt.